# Adam Lockwood
Pour les articles homonymes, voir Lockwood.
Adam Brian Lockwood (né à Wakefield le 26 octobre 1981) est un footballeur anglais.

## Carrière
Après cinq saisons à Yeovil Town, équipe avec laquelle il remporte le FA Trophy en 2002, Adam Lockwood signe aux Doncaster Rovers le 16 mai 2006 et s'y impose comme titulaire. En mai 2010, il prolonge son contrat de deux ans.
Le 4 juillet 2012, Lockwood signe en faveur du Bury FC.

## Palmarès
Yeovil Town
- FA Trophy
  - Vainqueur : 2002

## Parcours d'entraineur
- 2016-2017 :  Guiseley